# Chelsea (Dakota del Sud)
Chelsea és una població dels Estats Units a l'estat de Dakota del Sud. Segons el cens del 2000 tenia 33 habitants.

## Demografia
Segons el cens del 2000, Chelsea tenia 33 habitants, 13 habitatges, i 7 famílies. La densitat de població era de 39,8 habitants per km².
Dels 13 habitatges en un 38,5% hi vivien nens de menys de 18 anys, en un 53,8% hi vivien parelles casades, en un 0% dones solteres, i en un 38,5% no eren unitats familiars. En el 38,5% dels habitatges hi vivien persones soles el 38,5% de les quals corresponia a persones de 65 anys o més que vivien soles. El nombre mitjà de persones vivint en cada habitatge era de 2,54 i el nombre mitjà de persones que vivien en cada família era de 3,5.
Per edats la població es repartia de la següent manera: un 27,3% tenia menys de 18 anys, un 9,1% entre 18 i 24, un 33,3% entre 25 i 44, un 24,2% de 45 a 60 i un 6,1% 65 anys o més.
L'edat mediana era de 36 anys. Per cada 100 dones de 18 o més anys hi havia 140 homes.
La renda mediana per habitatge era d'11.875 $ i la renda mediana per família de 23.750 $. Els homes tenien una renda mediana de 13.750 $ mentre que les dones 16.875 $. La renda per capita de la població era de 9.056 $. Entorn del 50% de les famílies i el 43,8% de la població estaven per davall del llindar de pobresa.

## Poblacions més properes
El següent diagrama mostra les poblacions més properes.